# Yasmina Triguero Estévez
Yasmina Triguero Estévez (Piedras Blancas, 5 de marzo de 1971) es maestra en la rama de educación especial y Licenciada en pedagogía por la Universidad de Oviedo, alcaldesa de Castrillón desde el 14 de junio de 2014 por el partido político Izquierda Unida.

## Biografía
Antes de asumir el cargo en la alcaldía de Castrillón,  ejercía su labor desde el año 2000 como pedagoga en la Consejería de Servicios y Derechos Sociales.[cita requerida]
De 2007 a 2011 fue Concejala de la Mujer en el Ayuntamiento de Castrillón. De 2011 a 2014 pasa a ser Concejala de Igualdad y de Hacienda y Patrimonio. Durante su período como concejala fue presidenta del Consejo de la Mujer, cargo que sigue ostentando como alcaldesa.
El 14 de junio de 2014 se convierte en la alcaldesa más joven de Castrillón, en sustitución de Ángela Vallina que es elegida como eurodiputada por el partido político Izquierda Unida en las elecciones europeas de ese mismo año.
Renueva el cargo tras las elecciones municipales de 2015.

## Libros
- 2008 - Ana Isabel Farpón Castañón, Lina María Menéndez Sánchez, Yasmina Triguero Estévez, Guía para la incorporación social. Edita, Consejería de Servicios y Derechos Sociales. 153 págs.